# Яньес Рамирес, Альфонсо
Альфо́нсо Орла́ндо Я́ньес Рами́рес (исп. Alfonso Orlando Yáñez Ramírez; 20 марта 1970, Кальяо, Перу) — перуанский футболист, полузащитник.

## Биография

### Клубная карьера
С 1987 года по 1992 года выступал за перуанский «Университарио» из Лимы. В 1993 году играл за «Спорт Бойз». В сезоне 1993/94 он выступал за мексиканский «Керетаро» и сыграл в 11 играх, в которых забил 1 мяч. Затем он выступал в «Депортиво Мунисипале».
Летом 1995 году попал в киевский ЦСКА-Борисфен. В ЦСКА он перешёл вместе с другим легионером Мфило Мафумбой из Заира, но в отличие от Мфило в чемпионате Украины он так и не сыграл. Позже он выступал в «Аль-Иттихаде» из города Джидда. С 1998 года по 1999 год играл в Перу за «Альянса Лиму».
После он выступал за коста-риканскую «Саприссу», а затем в 2001 году вновь играл на родине за «Хуан Аурич». В сезоне 2002/03 выступал за клуб из Арубы «Дакота».

### Карьера в сборной
В составе национальной сборной Перу выступал в 1989 и 1991 годах, и провёл 13 матчей и забил 1 мяч.